# Insenatura di Lamplugh
L'insenatura di Lamplugh è un'insenatura ricoperta di ghiaccio, lunga circa 13 km, in direzione est-ovest, e larga circa 6,5 km alla bocca, situata sulla costa di Black, nella parte orientale della Terra di Palmer, in Antartide. L'insenatura si estende in particolare tra capo Healy - l'estremità meridionale della penisola Foster -, a nord, e capo Howard - la punta orientale della penisola Snyder -, a sud, subito a sud dell'insenatura di Palmer.
All'interno dell'insenatura, le cui acque sono ricoperte dalla piattaforma glaciale Larsen D, e le cui coste sono costituite da ripide scogliere, si gettano diversi ghiacciai che alimentano la sopraccitata piattaforma.

## Storia
L'insenatura di Lamplugh è stata scoperta da alcuni membri del Programma Antartico degli Stati Uniti d'America di stanza alla base Est durante una ricognizione aerea svolta nel dicembre 1940 ed è stata poi battezzata in onore di Elmer L. Lamplugh, allora capo degli operatori radio proprio presso la Base Est.